# Els Tres Tenors
Els Tres Tenors va ser el grup de tenors format per Josep Carreras, Plácido Domingo i Luciano Pavarotti, que van cantar sota aquest nom a finals del segle XX i primers anys del XXI. El trio va començar la seva col·laboració amb una actuació a les antigues Termes de Caracal·la (Roma) el 7 de juliol de 1990, la nit de la final de la Copa del Món de Futbol, en un concert dirigit per Zubin Mehta.

## Història
Originàriament, la idea del concert va ser concebuda pel productor i mànager italià Mario Dradi, amb l'objectiu d'aconseguir diners per a la Fundació Josep Carreras i també com una manera que Pavarotti i Domingo donessin la benvinguda al món de l'òpera al tenor català després del seu exitós tractament contra la leucèmia.
Els tres van tornar a cantar junts en concert a l'estadi dels Dodgers de Los Angeles per la final de la Copa del Món de Futbol de 1994, al Camp de Mart de París, sota la Torre Eiffel, durant la de 1998, i a Yokohama (Japó) durant la de 2002.
També van actuar en altres ciutats arreu del món, normalment en estadis o en altres seus grans. De vegades aquests concerts es feien per a esdeveniments específics, com ara la reobertura dels banys termals a la ciutat de Bath (Anglaterra), després de l'haver estat tancades una trentena d'anys.
Els concerts resultaven un gran èxit comercial, i els seguia una sèrie d'àlbums que també eren supervendes, com ara Carreras - Domingo - Pavarotti: the Three Tenors in Concert, que ostenta el Rècord Guiness per a l'àlbum de música clàssica més venut. El director Zubin Mehta va conducir les actuacions de 1990 i 1994, i pel concert de París ho va fer James Levine.
El seu repertori anava de l'òpera a temes de Broadway, passant fins i tot per grans èxits del pop; les seves cançons més característiques eren Nessun dorma, de l'òpera Turandot de Puccini, i l'estàndard italià 'O sole mio.

## Actuacions sense Pavarotti
El 1992 Carreras i Domingo van fer un concert a Venècia sense el tenor italià, actuant amb la cantant estatunidenca Diana Ross; d'aquesta actuació se'n va editar un disc: Christmas in Vienna.
Durant la inauguració del Fòrum Universal de les Cultures de Monterrey (Mèxic), el 4 de juny del 2005 estava previst que actuessin Els Tres Tenors juntament amb Alejandro Fernández; però Pavarotti estava malalt, i el concert es va haver de fer sense ell.

## Repercussió

### La crítica dels puristes
Malgrat que el fenomen dels Tres Tenors va fer arribar l'òpera a un públic més ampli, alguns puristes del gènere musical el van menysprear per l'enorme quantitat de diners que els cantants rebien de la recaptació de les gires de concerts i gravacions d'àlbums: més d'un milió de dòlars cadascun.
Alguns crítics opinen que representar àries en estadis esportius com el de Wembley, amb amplificadors de so, contribueix poc a l'apreciació i la comprensió d'òperes Gesamtkunstwerk (obra d'art completa) com les que va concebre Wagner. Plácido Domingo va afirmar que entenia les queixes dels puristes, però que no volia que aquests anessin a veure actuar Els Tres Tenors.

### Els imitadors
L'èxit de la fórmula dels Tres Tenors va dur a diverses imitacions, com la dels Irish Tenors, els Tenor Australis, els Three Canadian Tenors, els Ten Tenors, els Three Tenors and a Soprano, les Three Sopranos, The Sopranos, els Three Mo' Tenors, els Three Countertenors, els Three Chinese Tenors, i els trios jiddish i anglicans canadencs anomenats ambdós Three Cantors.
L'any 2000, els actors Joe Mantegna, George Hamilton i Danny Aiello van actuar a la pel·lícula OFF-KEY, vagament inspirada en Els Tres Tenors. Ocasionalment, Stephin Merritt, Dudley Klute, i LD Beghtol han actuat també sota el nom The Three Terrors.